# Otxarkoaga
Otxarkoaga és un barri del districte bilbaí d'Otxarkoaga-Txurdinaga. Té una població d'11.500 habitants (2008). Limita al nord amb Derio i Zamudio, a l'oest amb el districte d'Uribarri, al sud amb Txurdinaga i a l'est amb Etxebarri

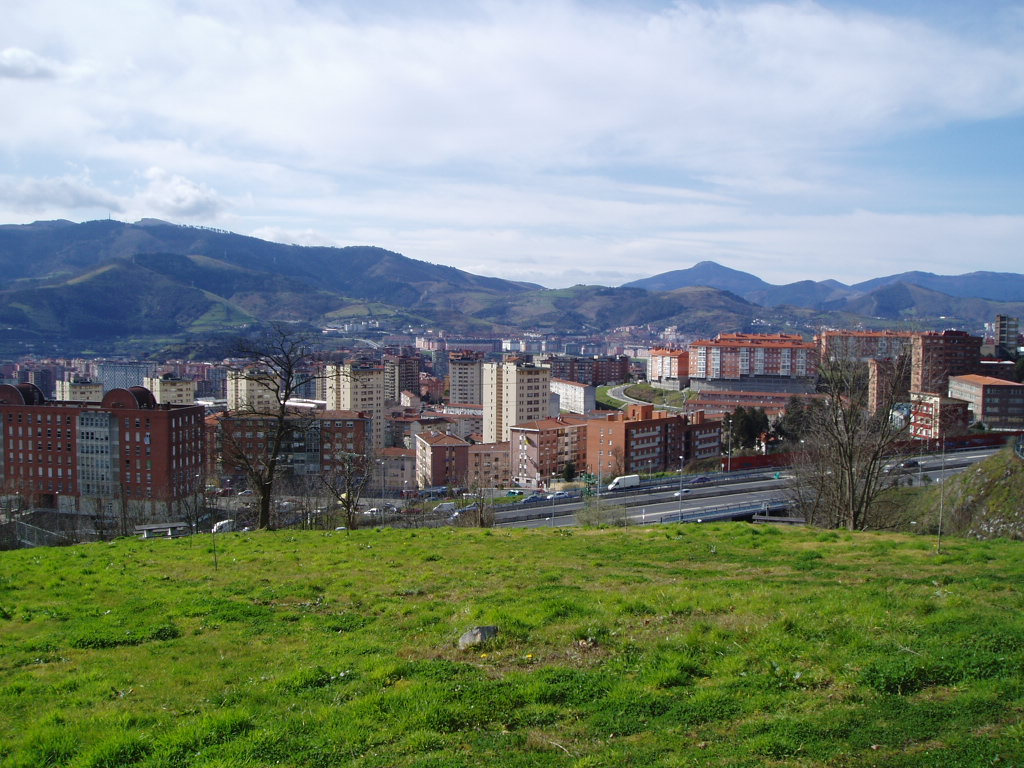
Vista panoràmica d'Otxarkoaga des de la muntanya Avril.

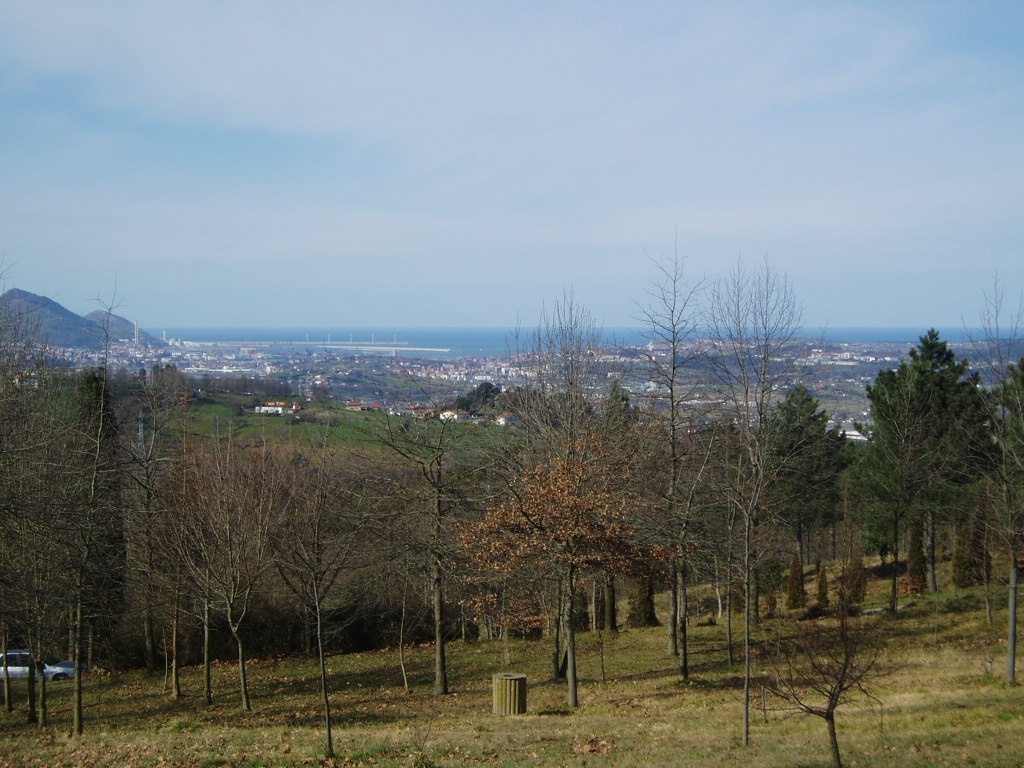
Monte Avril i desembocadura de la ria de Bilbao al fons.

## Etimologia
Otxarkoaga significa en basc "lloc on hi abunden les flors grogues". L'arrel Otxar- vol dir "rossa silvestre" (flor groga) mentre que el sufix "-aga", habitual en topònims en euskera, fa referència a l'abundància.
Popularment també s'ha estès la idea que Otxarkoaga volia dir "lloc on hi abunden els llops", relacionant l'arrel "Otxar-" amb "Otso", que en basc significa "llop".

## Euskera
No hi ha dades sobre l'ús de la llengua basca al barri d'Otxarkoaga. La guia "Bilbao en xifres" editada per l'Ajuntament de Bilbao indica que el 3,2% dels veïns del Districte número 3 utilitzen el basc com a llengua materna, mentre que el percentatge augmenta fins al 5,1% si se sumen aquells que utilitzen indistintament el basc i el castellà per comunicar-se amb la seva família.
Aquesta dada en fa el tercer més baix d'ús del basc a Bilbao després del corresponent als districtes número 8 (Basurtu-Zorrotza) amb un 2,4% i nombre 7 (Errekalde) amb un 2,8%

## Història

### Context històric i social: el barraquisme

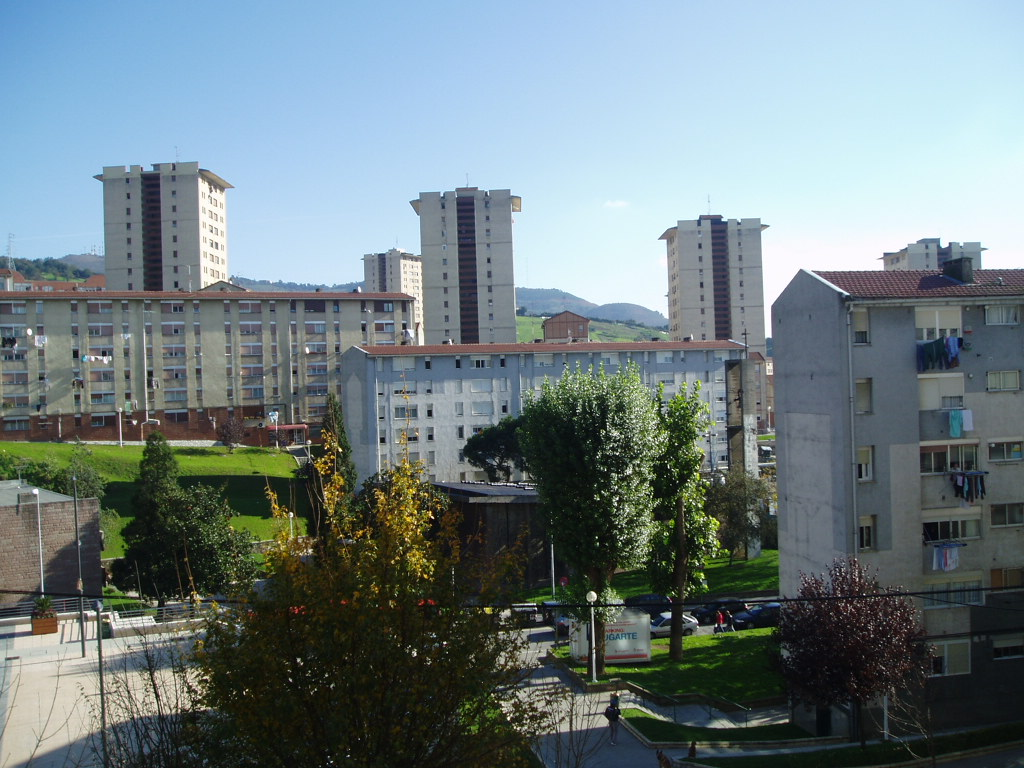
Vista general d'Otxarkoaga des del carrer Ugarte.

A mitjan segle XX Bilbao era una ciutat puixant i industrial, destinació de milers de persones que, buscant un futur més pròsper, es traslladaven amb l'esperança de trobar una feina o millors condicions de vida. Entre 1950 i 1960 la població de la província va créixer un 38%. Moltes d'aquestes persones, bé perquè no estava al seu abast (el preu desorbitat del sòl feia inviables les promocions privades d'habitatges a preus assequibles) o per tal d'estalviar-se l'import del lloguer de l'habitatge, van decidir establir-se a poblats barraquistes a les muntanyes que envolten Bilbao: Artxanda, Muntanya Banderas, Muntanya Cabras, Uretamendi... Segons una estadística publicada per "La Gaceta del Norte", el 1960, 26.314 persones habitaven 4.987 barraques situades en diferents punts de Bilbao. La vida en aquests poblats quedà reflectida en la cinta "¿Bilbao?" de Policarpo Fernández Azcoaga, així com a novel·les com "Una chabola en Bilbao" de José Luis Martín Vigil. La legislació d'aleshores no permetia l'establiment de barraques, però impedia a les autoritats derrocar els habitacles ja establerts, de manera que els barraquistes s'afanyaven a construir les seves llars principalment de nit.
La realitat barraquista va generar important pressions, dins dels marges propis d'un règim dictatorial, per part de polítics, empresaris, mitjans de comunicació i l'Església. Per als empresaris, per exemple, era vergonyós que els que acudien a la vila a fer negocis haguessin de contemplar un escenari tan lamentable. Així mateix, els mitjans de comunicació criticaven l'actitud dels empresaris, que no es preocupaven de les condicions de vida dels seus treballadors.
En qualsevol cas, la propaganda oficial va voler vincular la fi del barraquisme amb la voluntat i magnanimitat del General Franco. Hi ha divergències sobre el moment en què el cap de l'Estat es va adonar, pels seus propis ulls, de la realitat que envoltava la capital de Biscaia. Així, explica el llavors conseller de l'empresa baracaldesa Sefanitro, José María Chávarri, que va ser durant una visita realitzada a la fàbrica el 1958, mentre que altres fonts ubiquen el descobriment d'aquesta realitat durant la inauguració de l'antiga Fira de Mostres de Bilbao, el 25 d'agost de 1958. D'acord amb els diaris de l'època, el dictador es va mostrar impactat per les condicions de vida d'aquests treballadors i va ordenar la construcció d'habitatges per a aquestes persones, que es va materialitzar en el Pla d'Urgència Social de Biscaia, la cambra d'Espanya després dels plans de Madrid, Barcelona i Astúries. Aquest pla incloïa 4.000 habitatges subvencionats que havien de ser distribuïdes per la delegació del Ministeri de l'Habitatge i la tasca de condicionar els barris de Bilbao amb dèficits urbanístics.
Al "Estudi sociodemogràfic d'Otxarkoaga", publicat el 1991, s'apunta a més la possibilitat que darrere de la construcció del polígon podria estar la necessitat de revitalitzar el sector de la construcció, amb la iniciativa privada llavors de mal borràs, i evitar possibles revoltes populars, concentrant els que no tenien habitatge, educació i formació professional en l'extraradi de la ciutat i intentant aconseguir amb un apartament.

### Projecte d'edificació d'habitatges a Otxarkoaga
La Delegació del Ministeri de l'Habitatge es va posar en contacte amb el Col·legi Oficial d'Arquitectes Basc-Navarrès (COAVN) per conformar un grup d'arquitectes que s'encarregués de dur a terme del Pla d'Urgència Social. Així, es van crear dos grups: un format per arquitectes joves, que s'encarregaria d'aixecar la barriada i un altre, de veterans, que es dedicaria a reformar els assentaments perifèrics ja existents (moltes construccions eren il·legals, mentre altres no comptaven amb llum, aigua o sanejament).
L'aposta pel grup d'arquitectes joves va ser impulsada pel llavors degà de la delegació de Biscaia del COAVN, Ángel Gortázar, que va valorar la important influència de les noves tendències arquitectòniques en altres projectes arquitectònics destacables de l'època (la casa consistorial de Toronto (Canadà), de Viljo Revell, i l'Òpera de Sidney (Austràlia) de Jørn Utzon) i les innovadores idees dels arquitectes més joves.
L'elecció d'Otxarkoaga va recaure sobre el Cap Nacional de l'Obra Sindical de la Llar, Miguel Ángel García Lomas. S'estava construint el nou accés a Bilbao per Begoña i cada vegada més indústries s'ubicaven a les valls properes, amb importants nuclis com Etxebarri, Galdakao o Basauri. A més es tractava d'un lloc sense fums, assolellat i envoltat per una important vegetació. D'aquesta manera el nou polígon tindria el caràcter de ciutat jardí reclamat pel ministre d'Habitatge José Luis Arrese.
Els arquitectes van ser dividits en cinc grups, entre els quals es van repartir els blocs del polígon. Així, es van exposar les primeres maquetes i el 1959 el ministre Arrese va viatjar a la vila per comprar els terrenys on s'havia d'ubicar el poblat d'Otxarkoaga, el cost va ascendir a 150.253 euros.

### Construcció del "Poblat Dirigit d'Otxarkoaga"
El 1959 s'inicia la construcció del llavors anomenat "Poblat dirigit d'Otxarkoaga", en el qual van participar 7 constructores espanyoles. En total es van aixecar 3.672 pisos, al marge de locals comercials en els mateixos blocs d'habitatges o en els seus 3 centres comercials, altres tantes escoles, esglésies i edificis de serveis. Els habitatges es van lliurar a partir de 1961 (ja amb José María Martínez Sánchez-Arjona de Ministre d'Habitatge) i dos anys després, el 1963, l'Institut Nacional de l'Habitatge va transferir la propietat del poblat a l'Ajuntament de Bilbao (aquest mateix any va arribar el senyal de la televisió al barri). A més, per encàrrec del Ministeri de l'Habitatge, el director Jordi Grau i Solà va realitzar un curtmetratge sobre el desmantellament dels poblats xabolistes, la construcció dels habitatges i el seu lliurament als inquilins. El documental, titulat "Ocharcoaga" va ser mostrat al General Franco en una exhibició privada i no ha estat visionat pel públic fins al 2008.
Per tal d'eliminar l'infrahabitatge a la província de Biscaia, el Ministeri de l'Habitatge va arribar fins i tot a projectar anys després la construcció d'una nova ciutat amb capacitat per a 150.000 habitants al Txorierri, a la rodalia de Bilbao. Aquest projecte no va arribar a materialitzar, al d'Otxarkoaga s'esperava que la població arribés a les 18.000 persones. Aleshores Bilbao tenia 290.000 habitants, dels quals 40.000 vivia en barraques i 100.000 en pisos rellogats en què havien de compartir cuina o bany amb altres famílies.
En total es van edificar 114 blocs, entre ells 8 torres de 15 plantes (les primeres torres d'habitatges de Bilbao) i alguns habitatges unifamiliars (ja desaparegudes). Va ser la primera vegada a Bilbao en què es va deixar d'omplir els buits que existien en l'Eixample per iniciar la construcció de polígons d'habitatges a la perifèria. D'acord amb les entrevistes realitzades en el llibre "El poblat dirigit d'Otxarkoaga", alguns arquitectes van apostar per no superar les 5 plantes en cap dels casos, postura que va ser rebutjada des del Ministeri de l'Habitatge, que apostava per construir menys edificis però en alçada. S'havien de construir habitatges funcionals amb la menor despesa pública possible, un dels motius pels quals les obres d'esplanació del terreny van ser mínimes o fins i tot des del Ministeri de l'Habitatge es plantegés que els habitatges no comptaven amb aigua calenta.
A causa de la baixa qualitat dels materials emprats, ja el 1963 van aparèixer diversos problemes en els habitatges, principalment humitats i goteres. A més, en haver-se lliurat els habitatges sense urbanitzar el terreny, no existien voreres per arribar fins a la parada de l'autobús, jardins o zones d'aparcament, i es evacuaven les aigües residuals a través de fosses sèptiques. A causa dels problemes d'humitats es van registrar morts per pneumònia i es van clausurar els habitatges situats en els baixos dels blocs.
El 1964, en el 27è aniversari de la presa de Bilbao per les tropes franquistes a la Guerra Civil Espanyola, el General Franco va participar en la inauguració del Poblat Dirigit d'Otxarkoaga.

### L'enderroc de les barraques

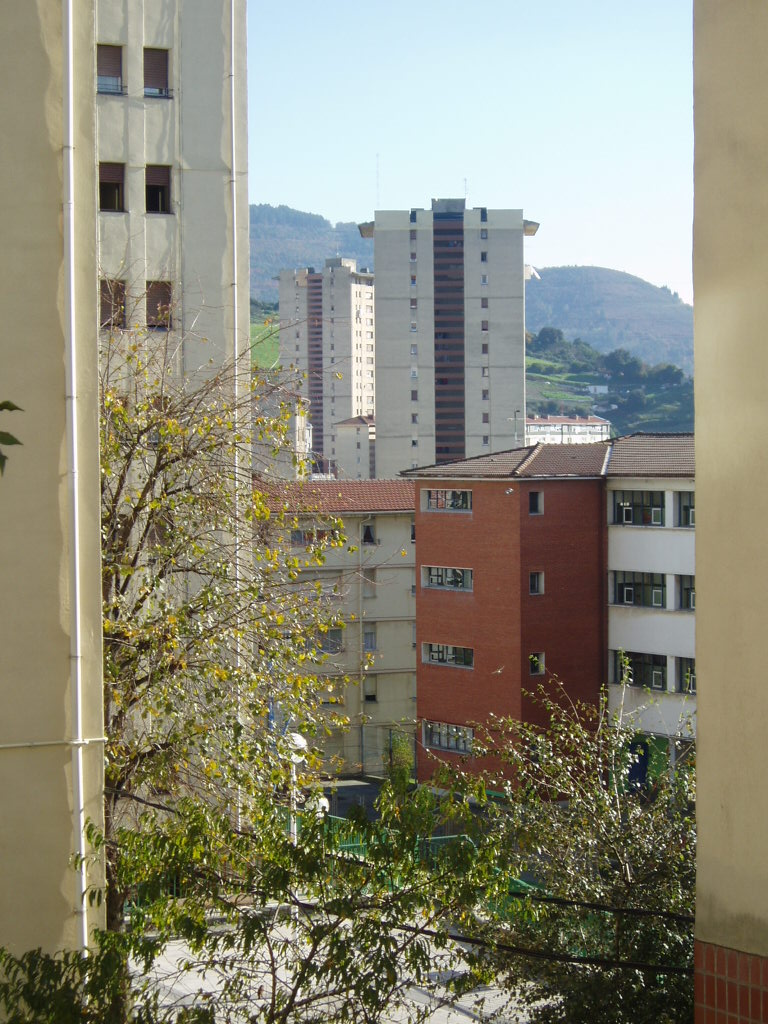
Vista parcial del barri.

A força de dinamita i excavadores, l'exèrcit va ser l'encarregat d'executar el pla d'enderrocament dels poblats barraquistes. En total es van derrocar 1.589 barraques i es va traslladar a Otxarkoaga 2.155 famílies.
Quant al reallotjament dels barraquistes, havia qui consideraven inadequat concentrar en un mateix lloc a tal quantitat de persones provinents d'àrees rurals, davant el temor que trigarien més temps a adaptar-se a la vida urbana. També hi va haver qui va proposar barrejar a aquestes persones amb famílies urbanes. Així mateix, altres arquitectes van aventurar que, la construcció d'una barriada aïllada per barraquistes havia de degenerar en un suburbi en el futur.
Molts barraquistes es van mostrar reticents a l'hora de traslladar-se al poblat a causa de la quantitat de diners i esforç que havien invertit en les seves barraques. Per aquest motiu, la Direcció General de Seguretat del Govern Civil va emprendre una campanya de conscienciació dels avantatges de viure en un pis, així com a educar en la vida en comunitat. A més, Otxarkoaga va esdevenir el model d'urbanització d'habitatges per a la resta de promocions públiques de Biscaia.

### Nous habitatges
Un cop aixecada la promoció d'habitatges original es van construir els primers habitatges d'Arbolantxa i de 1973 a 1977 els edificis de Gárate, Aixe-Ona, nous edificis a Arbolantxa i ja el 1980 el grup Makaldi. En total prop de 730 nous pisos.
A més, el 1977 es van aixecar les 656 habitatges dels blocs de l'avinguda Julián Gayarre que, si bé es troben al barri de Txurdinaga, estan propers a Otxarkoaga. Aquests blocs es van construir amb l'objectiu de pal·liar els problemes d'escassetat d'habitatge sorgits principalment als barris bilbaïns d'Ollargan i La Peña.

### Rehabilitació del barri d'Otxarkoaga
A finals de la dècada dels 70 es dona un important enfrontament entre l'Associació de Famílies d'Otxarkoaga i l'Ajuntament de Bilbao, així com el  Ministeri d'Obres Públiques a causa de les reclamacions veïnals relatives a la rehabilitació del barri. Així, el 1982 s'arriba a un conveni marc amb l'Institut per a la Promoció Pública de l'Habitatge i el 1986 es signa un acord tripartit amb entre aquesta institució, el Govern Basc i l'Ajuntament de Bilbao. Finalment es van invertir 30.210.000 d'euros per solucionar els problemes que patia el barri, les tasques de reparació es van qualificar d'urgents i inajornables.
A la rehabilitació dels habitatges va seguir la urbanització del barri amb un cost de prop de 10,38 milions d'euros. El 1984 es va donar el primer pas amb la urbanització de la llavors anomenada plaça Arrese (en record del bilbaí ministre d'Habitatge José Luis Arrese), ara plaça Ugarte, per la seva proximitat amb el carrer homònim, amb un cost de 170.000 euros.

### Decadència del barri

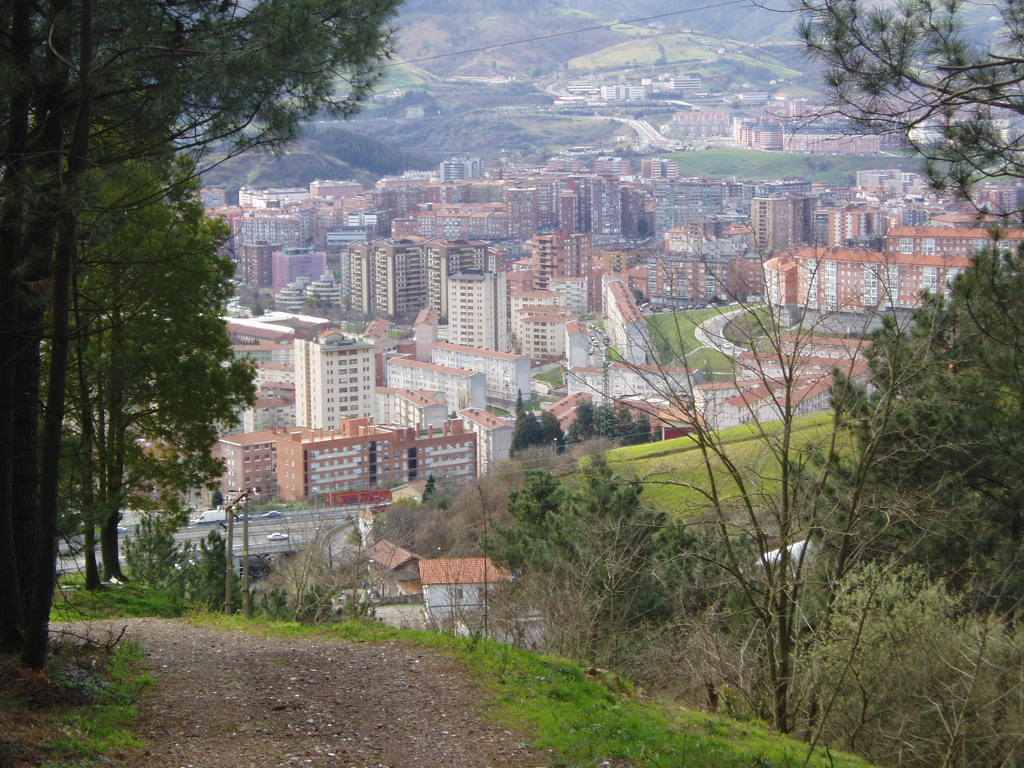
Vista general d'Ocharcoaga costat dels barris de Txurdinaga i Santutxu.

Per a la resta dels bilbaïns, Ocharcoaga va quedar marcada des d'un principi per ser un barri construït per a treballadors immigrants i barraquistes, aquesta última una realitat que la ciutat no mostrava a l'exterior, i per estar construït molt lluny de la ciutat. En aquell temps intervenien les campes de Txurdinaga entre el nou barri i els últims edificis del nucli urbà de Bilbao.
A la dècada dels anys 80 i inicis dels 90 Otxarkoaga, i per extensió Txurdinaga, es van convertir en un important centre de la venda i consum de drogues a Biscaia, tot i que en aquella època la majoria d'intervencions ocorrien a Bilbo Zaharra. Es van multiplicar les famílies dedicades a la menuda de droga, la contestació dels veïns en forma de patrulles ciutadanes i manifestacions, i el nombre de persones que, d'acord amb la tendència general en aquella època de crisi econòmica, queien en el consum de l'heroïna. Així mateix, tant al barri d'Otxarkoaga, com en Txurdinaga i altres zones de Bilbao com Matiko es van succeir atemptats d'ETA contra persones que suposadament es dedicaven al narcotràfic.
S'estima que 450 joves veïns d'Ocharcoaga morir en aquesta època víctimes del consum d'heroïna.
Aspectes com el del tràfic de drogues, units a la diversitat ètnica dels habitants d'Ocharcoaga, han generat una mala imatge del barri a la resta de Bilbao. Per aquest motiu, entre altres conseqüències, molts adjudicataris d'habitatges socials en Ocharcoaga les rebutgen. En qualsevol cas, avui dia Ocharcoaga és el barri de Bilbao on hi ha menys delictes.

### Regeneració d'Otxarkoaga

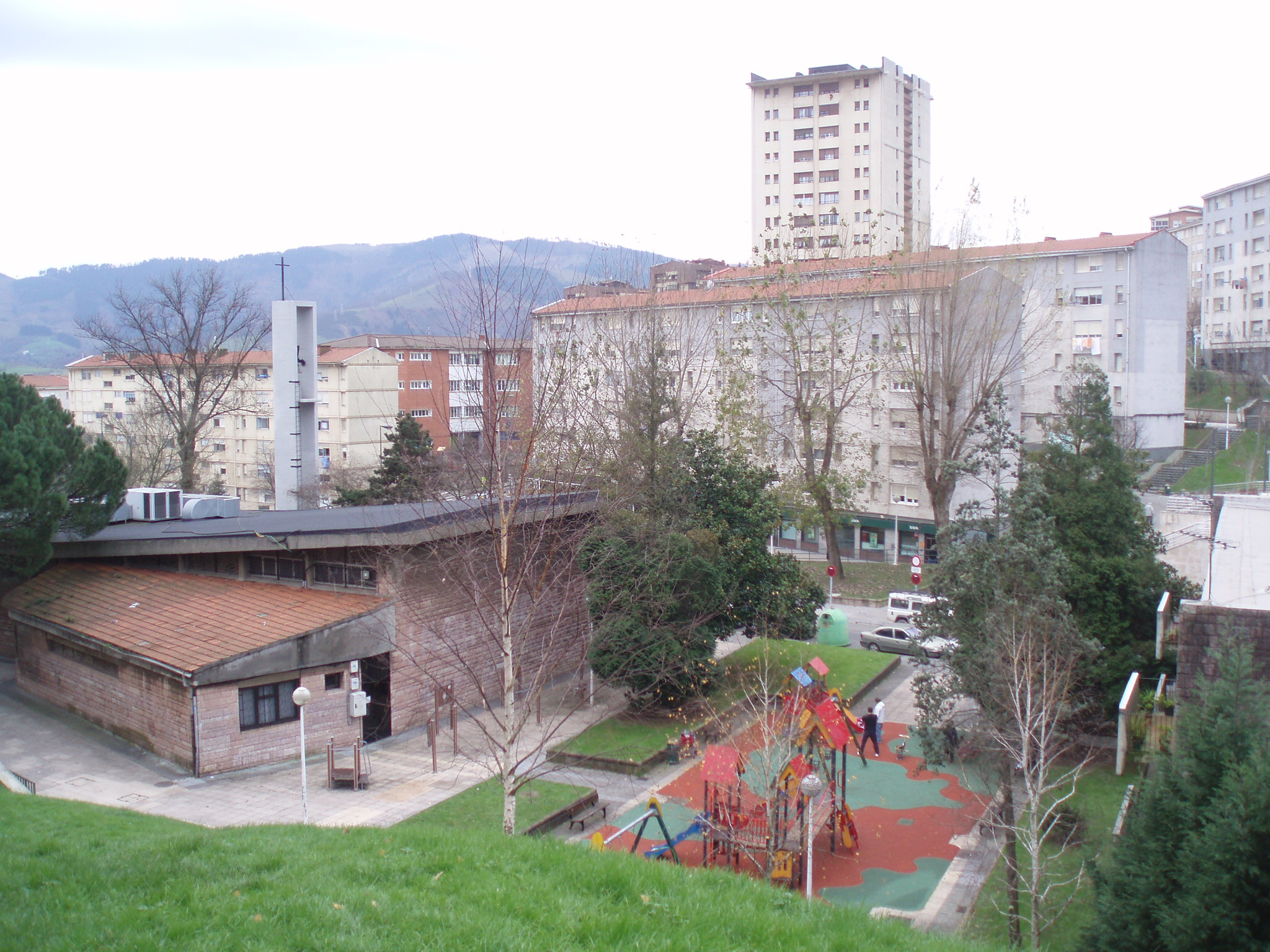
Àrea de jocs infantils i per a gent gran darrere de l'església Santos Justo i Pastor d'Otxarkoaga, un dels exemples de la rehabilitació urbanística del barri.

En els anys 90 Habitatges Municipals va oferir als seus inquilins la possibilitat d'adquirir els seus habitatges; anys més tard es va prendre una decisió similar amb els locals comercials. En reduir el nombre d'habitatges de lloguer ha augmentat el nombre de demandants, veïns d'Ocharcoaga, que una vegada emancipats desitgen seguir vivint al barri. Un problema d'especial rellevància per als veïns d'ètnia gitana, abundants en Ocharcoaga, en les famílies la proximitat dels diferents nuclis és molt important. D'aquesta manera, s'han donat casos en què els membres d'una família, encara casats i amb fills, no abandonen el domicili familiar per no adjudicar-se'ls-hi un habitatge al barri.
L'Ajuntament de Bilbao, impulsat per l'Associació de Famílies d'Otxarkoaga, ha reurbanitzat completament el barri, dotant d'una major il·luminació, jardins, nou mobiliari urbà, voreres i carrers correctament asfaltats. Una tasca de regeneració urbana que ha durat fins a 2005. A més existeix un programa en execució per dotar d'ascensors als blocs del barri i també s'ha proposat habilitar com trasters dels habitatges clausurades en els baixos dels edificis. El plantejament original per a la rehabilitació d'Ocharcoaga situava la construcció d'aquest aparcament en la intersecció dels carrers Zizeruena i Ugarte, emplaçament on actualment hi ha uns jardins i unes places d'aparcament en superfície i que finalment es va deixar córrer.

## Transports

### Ferrocarril
El primer projecte per a dotar al polígon d'Otxarkoaga d'estació de ferrocarril és de 1961, quan es proposà la construcció d'una estació en la línia Matiko-Azbarren (Basauri), que transcorre pel subsòl del barri de Santutxu i part del seu túnel ha estat aprofitat pel tronc comú a les línies 1 i 2 del Metro de Bilbao.
Finalment el projecte no es va arribar a executar i avui l'estació ferroviària més propera és la de Bolueta, que correspon a les línies que uneixen Bilbao amb Bermeo i Sant Sebastià a través de Durango, així com al Metro de Bilbao.

### Línies d'autobús
| Línia | Recorregut                  | Freqüència (minuts) |
| ----- | --------------------------- | ------------------- |
| 03    | Plaza Circular - Otxarkoaga | 10´                 |
| 34    | Ochtxarkoaga - Santutxu     | 30´                 |
| 38    | Otxarkoaga - Termibús       | 15´                 |
| 43    | Garaizar - Santutxu         | 30´                 |
| G2    | Otxarkoaga - Plaza Circular | 30´                 |

## Metro
Està previst que en 2012 entri en servei la nova Línia 3 del metro de Bilbao, que comptarà amb una estació al barri sota la plaça Kepa Enbeita "Urretxindorra". L'estació comptarà amb tres canons d'accés a través de la plaça Kepa Enbeita "Urretxindorra", el carrer Pau Casals (al costat del centre cívic) i el carrer Lozoño, així com un ascensor al carrer Langaran. Aquesta nova infraestructura permetrà als veïns d'Otxarkoaga arribar en menys de 10 minuts al centre de Bilbao. En l'actualitat, les entrades al metro més propera són les del carrer Zabalbide, que correspon a l'estació de Santutxu, i la de Bolueta, del tronc comú de les línies 1 i 2 del Metro de Bilbao.
La construcció d'aquesta línia ha patit retards i ha resultat polèmica a causa de la petició de perllongar fins al barri bilbaí d'Errekalde, àrea que quedarà unida amb el centre de Bilbao mitjançant el futur anell tramviari. A més, s'ha proposat construir un ramal de metro entre la plaça Moyúa i Errekalde.
La primera proposta per construir una línia de metro que unís Otxarkoaga amb el centre de Bilbao és de 1970. Llavors, es va projectar la possibilitat de construir una línia amb 6 estacions entre la Casa Consistorial de Bilbao i el polígon d'Otxarkoaga, amb la intenció de perllongar posteriorment la via fins a la localitat veïna de Galdakao. L'estació final del metro, al Zazpikaleak (nucli antic), serviria també d'estació central per als trens a Plentzia, Lezama i Azbarren (Basauri).
Pocs anys després, el 1976, es van realitzar diverses propostes per a una xarxa de metro més completa, que abastés el Gran Bilbao en la seva totalitat. De totes les propostes presentades, una d'elles va estudiar la possibilitat de portar el metro al barri d'Otxarkoaga.

## Personatges il·lustres
- Abel Capellán (1927-2001): cartellista bilbaí amb estudi al barri de Santutxu, en el que confeccionava els cartells que anunciaven les estrenes cinematogràfiques en les sales de cinema de Bilbao.
- Carmen Galliardo (1932): cantant de la companyia de varietats Muchachos de España.[22]
- José Manuel Vesga (1960): escriptor, autor de "Breve historia de España" (Alianza Editorial, 2004).
- Jesús María Paredes: escriptor, professor i entrenador de bàsquet de la Selecció d'Euskadi.
- José Miguel Aguilar: campió d'Europa de dards en 2010.[23]
- José Montero Rico (1912-2004): pintor i restaurador.
- Juan Pascual (Juan Flahn) (1966): director i guionista de cinema.
- Juan Ramón López (1959): jugador d'hoquei sobre gel amb les seleccions basca i espanyola.
- Mikel Álvarez (1960): primer biscaí en pujar a l'Everest (any 2001).
- Óscar Javier Tabuenka Berges (1971): Jugador de l'Athletic Club de Bilbao.
- Richard Sahagún: actor.[24]
- Rodolfo Ares Taboada (1954): político del Partit Socialista Obrer Espanyol.
- Sonia Charcán (1968): periodista.